# Cysterna Tysiąca i Jednej Kolumny

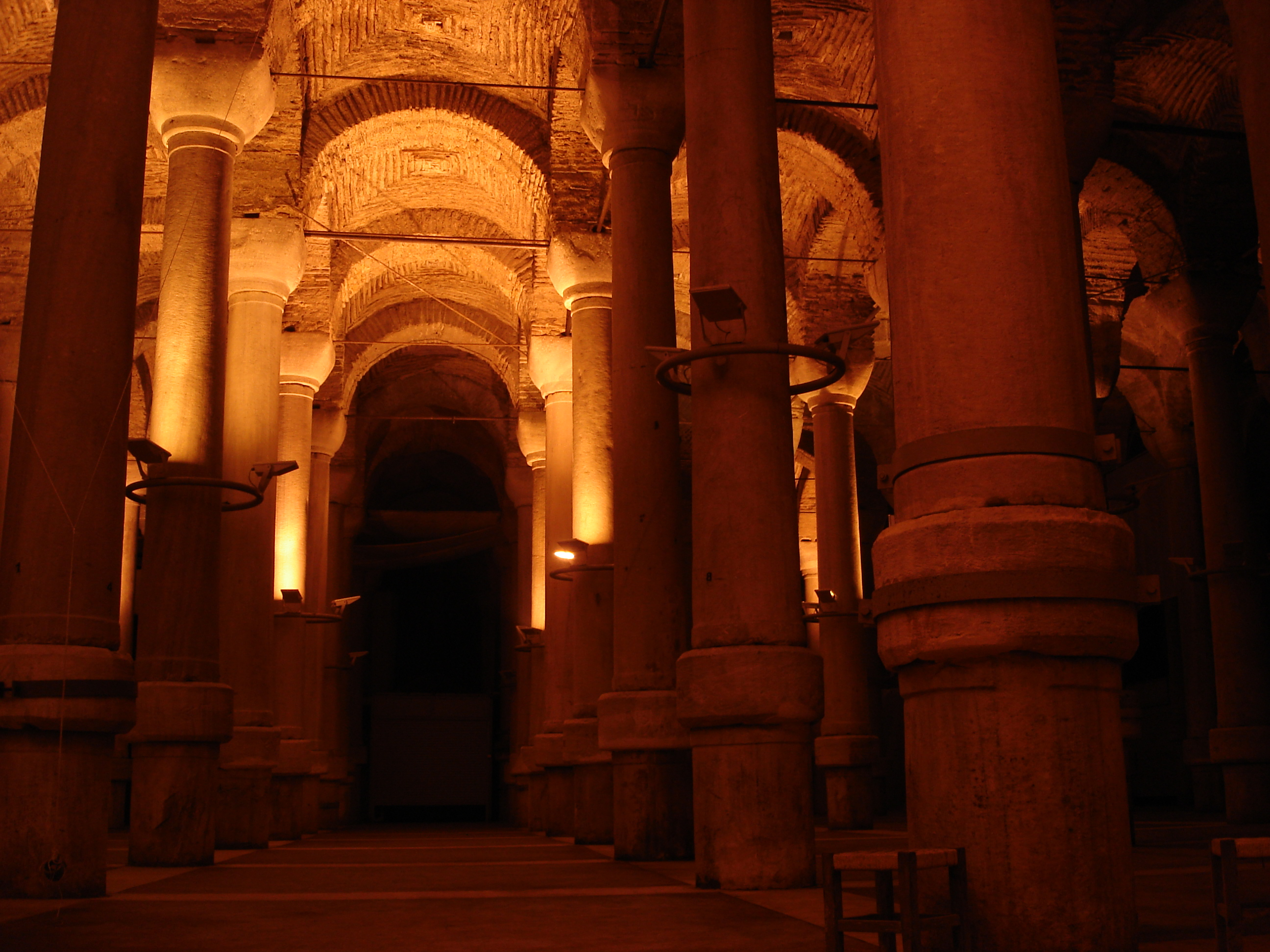
Wnętrze cysterny

Cysterna Tysiąca i Jednej Kolumny (także: Cysterna Filoksenosa, tr. Binbirdirek Sarnıcı) – podziemny zbiornik wybudowany w IV wieku w Konstantynopolu (obecnie Stambuł), pomiędzy Forum Konstantyna a Hipodromem. Obecnie znajduje się we współczesnej dzielnicy Sultanahmet. Cysterny zostały odnowione i obecnie są udostępnione dla turystów.
Cysterna została wybudowana pod pałacem, często identyfikowanym z pałacem Lausosa, w IV wieku. Zbiornik ma powierzchnię 3640 m² i jest w stanie pomieścić 40,000 m³ wody. Cysterna składa się z dużego hypostylu, w którym znajdują się 224 kolumny, każda o 14/15 metrach wysokości. Kolumny wykonano z marmuru pochodzącego z pobliskiej wyspy Proconnesus, słynącej z białego marmuru. Każda z kolumn składa się w rzeczywistości z dwóch kolumn stojących jedna na drugiej, połączonych za pomocą marmurowego pierścienia. Posadzka cysterny została w późniejszym okresie wzmocniona i podniesiona co spowodowało, iż obecnie w całości widoczne są jedynie górne kolumny, natomiast dolne jedynie w niewielkiej części. Na większości kolumn, wraz z kapitelami, wyryto greckie znaki murarskie.
Kiedy znajdujący się nad cysterną pałac został zniszczony w VI wieku dokonano naprawy cysterny. Po upadku Konstantynopola w 1453, cysterna przestała być używana i popadła w zapomnienie. Została ponownie odkryta w czasie budowy, w tym samym miejscu, pałacu dla Paszy Fazlia w XVII wieku.
Turecka nazwa Binbirdirek oznacza dosłownie "1001 Kolumn" pomimo faktu, iż w rzeczywistości jest ich tam tylko 224.